# Kompaktní vnoření
Kompaktní vnoření je matematický pojem, vyskytující se ve dvou odlišných podobách v topologii a ve funkcionální analýze. Popisuje vztah mezi dvěma topologickými resp. Banachovými prostory.

## Definice

### V topologii
Nechť (X, T) je topologický prostor a V, W jsou jeho podmnožiny. V se nazývá kompaktně vnořený do W (píšeme V ⊂⊂ W), platí-li:
- V ⊆ Cl(V) ⊆ Int(W), kde Cl(V) značí uzávěr V a Int(W) vnitřek W
- Cl(V) je kompaktní.

### Ve funkcionální analýze
Nechť {\displaystyle (A,\|.\|_{A})}, {\displaystyle (B,\|.\|_{B})} jsou Banachovy prostory takové, že platí {\displaystyle A\subset B}. Prostor {\displaystyle A} se nazývá kompaktně vnořený do {\displaystyle B} (značíme {\displaystyle A\hookrightarrow \hookrightarrow B}), pokud identické zobrazení {\displaystyle id:A\rightarrow B} je kompaktní operátor.